# Braderie
Een braderie is een jaarmarkt met stalletjes op straat. Tevens is er gelegenheid voor ambachtslieden en marktlui om speciale waren aan de man te brengen. 
Soms is er een (rondlopende) band die livemuziek ten gehore brengt of zijn er kermisattracties aanwezig.

## Naam
De naam is afkomstig van het feit dat er in Vlaanderen vroeger vlees en haring werden gebraden op een braderij om deze producten aan de man te brengen. In het plaatselijk West-Vlaams of door het West-Vlaams beïnvloede dialect is de later in de standaardtaal gebruikte Brabantse -ij uitgang echter een -ie klank. Door de economische en culturele macht van het graafschap Vlaanderen door de gehele middeleeuwen heen, werd/bleef braderie de gebruikte term voor dergelijke evenementen. 
Het woord is in onveranderde vorm in het Luxemburgs en Frans overgenomen, waarbij het woord in Frankrijk vooral in het noorden en westen van het land regelmatig voor jaarmarkten gebruikt wordt.

## Afbeeldingen

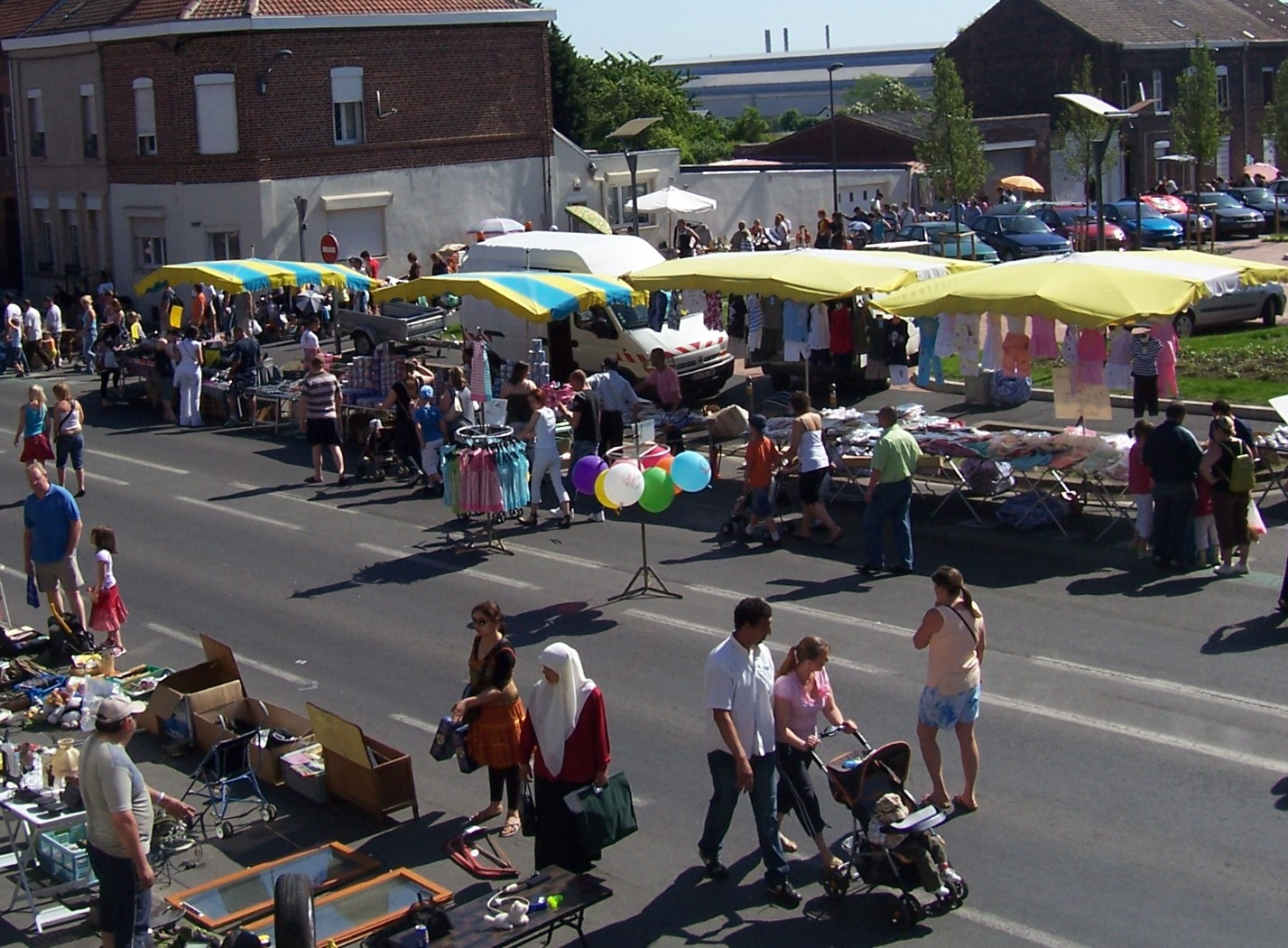
Anzin (Frankrijk)
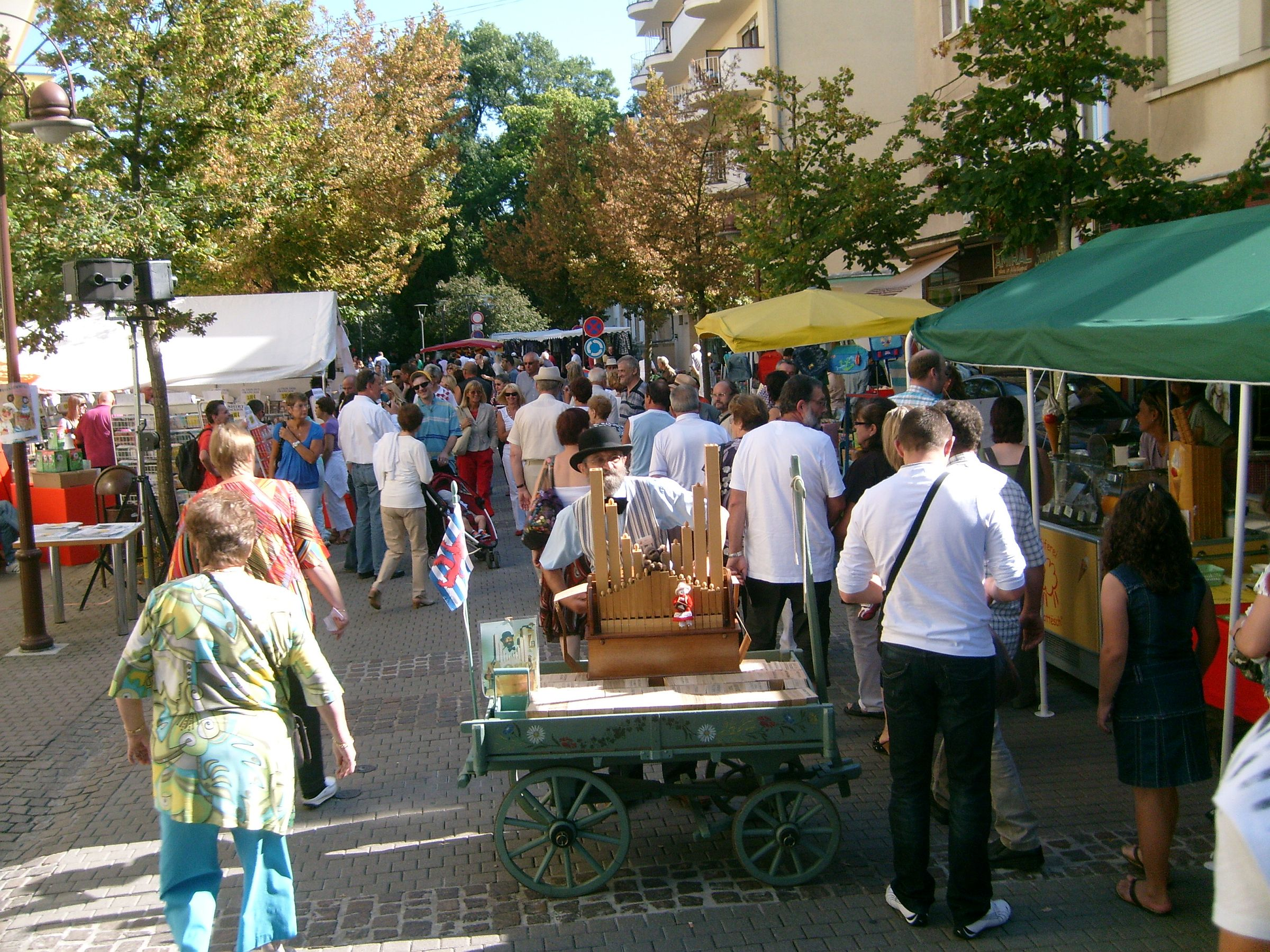
Mondorf (Luxemburg)
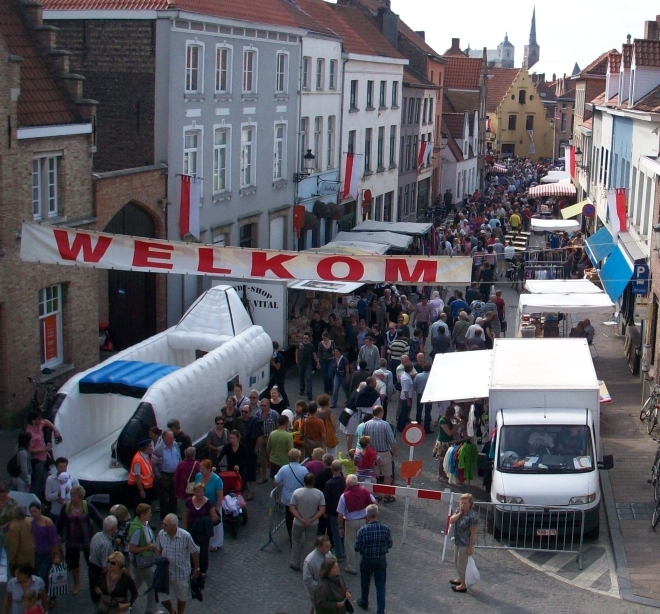
Brugge (België)
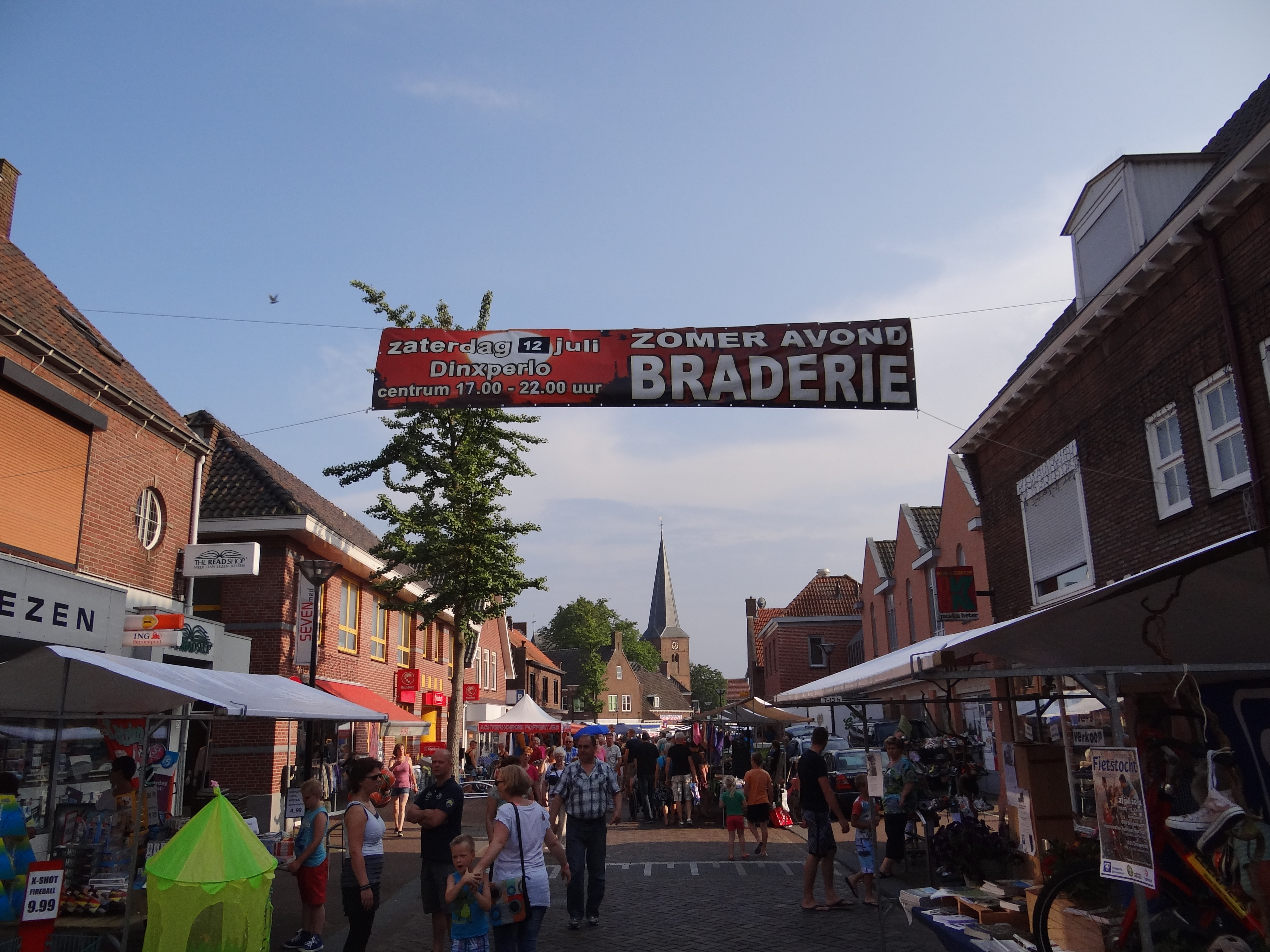
Dinxperlo (Nederland)